# Manuel de Barros de Araújo
Coronel Manuel de Barros de Araújo (Goiana, 1625 — Rio de Janeiro, 1 de Maio de 1715) foi Coronel de Ordenanças em 1691, Cavaleiro Professo da Ordem de Cristo e Senhor do Engenho de Saracuna. Acompanhou a sua família quando das guerras holandesas estes passaram para a Bahia por volta de 1635 e depois ele foi para o Rio de Janeiro em 1643 ocupar o posto de Capitão da Guarda do Governador Luís Barbalho Bezerra.
Manoel foi nascido em Goiana, Pernambuco em 1625, sendo o único filho dos portugueses Amaro de Barros Aranha e de D. Domingas da Motta, naturais de Arcos de Valdevez; sendo neto paterno de Duarte de Barros e Ana Dias Aranha, e materno de Manoel Moreira e Catharina Motta.
Foi nomeado Sargento-Mor das Ordenanças em 7 de Outubro de 1697, subindo para Coronel de Infantaria das Ordenanças em 22 de Dezembro de 1691.
Faleceu em 1 de Maio de 1715, no Rio de Janeiro, por volta de 90 anos.
Foi casado aproximadamente em 1653, com D. Antônia Nunes (Rio de Janeiro, 1639- Rio de Janeiro,15 de Agosto de 1691) filha de Gaspar Fernandes e Antônia Nunes. Tiveram os seguintes filhos:
1. Martinho de Barros Ferrete (Batizado em 23 de Julho de 1653). Foi casado com Anna Coelha de Amim, filha de Domingos Coelho de Amim e de Maria de Soberal. Tiveram descendência.
2. Salvador de Barros (Falecido em 21 de Junho de 1709). Foi casado em primeiras núpcias com Maria de Soberal, filha de Domingos Coelho de Amim e Maria de Soberal; e em segundas núpcias com Catharina Corrêa de Azevedo, filha de Nuno Álvares Coutinho e Filipa Correa. Tendo descendência dos dois matrimônios.
3. Leonor Nunes de Barros (Falecida em 15 de Fevereiro de 1702). Foi casada em 2 de Dezembro de 1697, com o Coronel Chrispim da Cunha Tenreiro, filho de Domingos de Azeredo Coutinho e Melo e de Anna Tenreiro da Cunha. Não tiveram descendência.
4. Laura Nunes de Barros (?-?). Foi casada em 23 de Junho de 1699, com Bento Pereira Souto. Não tiveram descendência.
5. Amaro de Barros (Batizado em 8 de Janeiro de 1668). Se tornou padre.
6. Theresa de Jesus (?-?). Foi casada em 25 de Outubro de 1699, com João da Silveira Vilalobos, filho de José de Toledo da Silveira e de Ignês da Costa. Não tiveram descendência.
7. Maurício Nunes de Araújo (Batizado em 16 de Novembro de 1674 - Falecido em 10 de Julho de 1719). Foi casado em 4 de Janeiro de 1698, com Joana Cardosa de Albernaz, filha de Salvador Fernandes de Aguiar e de Maria Cardosa. Tiveram descendência.
8. Úrsulla de Barros (Batizada em 11 de Maio de 1677). Foi casada em 10 de Novembro de 1701, com o capitão João Cavalleiro da Fonseca, filho de António da Fonseca Villez e de Maria Morgada. Tiveram descendência.
9. Josefa de Barros (Batizada em 6 de Março de 1679 - Falecida em 1 de Março de 1712). Foi casada em 15 de Novembro de 1701, com Manoel Pereira de Abreu, filho do Alferes José Ramos e de Paula de Muros. Tiveram descendência.
10. Antônia Nunes (?-?).
11. Gaspar de Barros de Araújo (?-?). Se tornou padre.